# Florentina von Oberweimar
Florentina von Oberweimar (* um 1506; † unbekannt) war eine deutsche Nonne („wider Willen“), Anhängerin Martin Luthers und Flugschriftautorin der Reformationszeit.

## Leben und Wirken
Florentina stammte väterlicherseits aus dem in Oberweimar ansässigen Adelsgeschlecht derer von Oberweimar, mütterlicherseits aus dem ebenfalls thüringischen Geschlecht von Watzdorf. Im Alter von sechs Jahren kam Florentina in das Zisterzienserinnenkloster Helfta bei Eisleben. Dieses hatte einmal als „Krone der deutschen Frauenklöster“ gegolten. Äbtissin war die über ihre Mutter mit Florentina verwandte Katharina von Watzdorf.
Schon mit 11 Jahren kam das Mädchen zu der Einsicht, dass es für ein Klosterleben nicht geeignet war. Eine Rückkehr ins weltliche Leben wurde Florentina jedoch verwehrt. So durchlief sie auch das Noviziat bis zum Klostergelübde im Alter von 16 Jahren. Sie las dann Schriften des Reformators Martin Luther und unternahm unter deren Eindruck im Oktober 1523 einen ersten Fluchtversuch aus dem Kloster. Dieser scheiterte, und es folgten als Strafe Schläge und der Aufenthalt im Klostergefängnis. Dann verfasste Florentina im Dezember 1523 ein Hilfeersuchen an ihren Verwandten Caspar von Watzdorf, „als einen berühmten Liebhaber der evangelischen Wahrheit“ (ihre Formulierung). Inzwischen war das Klostergefängnis durch lebenslangen Zellenarrest für Florentina abgelöst worden. Luther riet Caspar von Watzdorf, dem Mädchen zur Flucht zu verhelfen, welche dann auch (vor April 1524) gelang.
Der Fall war einer der Anlässe für Luther, gegen die Einrichtung der Klöster als solche öffentlich Stellung zu nehmen. 1523 verfasste er die Schrift Ursach und Antwort, dass Jungfrauen Klöster göttlich verlassen mögen. Florentina hat entweder bei ihrem Verwandten von Watzdorf Zuflucht gefunden oder – wie der katholische Luther-Gegner Johannes Cochläus behauptet – sich einige Zeit bei Martin Luther selber aufgehalten. Florentina schrieb ihre leidvollen Erfahrungen im Kloster Helfta nieder, auch um sich mit deren Veröffentlichung gegen Verleumdungen der Äbtissin zu wehren. Die Flugschrift trug den Titel Eyn geschicht wie Got eyner Ehrbarn kloster Jungfrawen ausgeholfen hat. Luther versah sie mit einem Vorwort in Form eines Sendbriefs an die katholisch gebliebenen Grafen von Mansfeld sowie einer Schlussbemerkung und gab sie in Druck. Die Flugschrift erlebte innerhalb eines Jahres sechs Druckauflagen. Die in einigen Auflagen überlieferten Randbemerkungen stammen möglicherweise auch von Luther. Die Schrift ist in den Ausgaben von Luthers Werken vertreten. Sie fand als evangelisches Glaubenszeugnis auch Eingang in die Märtyrer-Historien von Ludwig Rabus und den Jungfrauenspiegel von Conrad Porta. Der weitere Lebensweg von Florentina von Oberweimar  ist unbekannt.
Hunderte von Nonnen und Mönchen verließen in den frühen 1520er Jahren die Klöster, wie ja auch Luthers spätere Frau Katharina von Bora das Kloster Nimbschen. Das Kloster Oberweimar schloss im Rahmen der Reformation seine Pforten bereits 1525, das Kloster Helfta wurde 1542 säkularisiert.